# Édouard Rist
Pour les articles homonymes, voir Rist.
Le professeur Édouard Rist (10 mars 1871, Strasbourg - 13 avril 1956, 16e arrondissement de Paris) est un médecin français, spécialisé en pneumologie.

## Biographie
Son père, Adrien, était un docteur intéressé principalement par les troubles mentaux, notamment chez des patients tuberculeux. Il est le frère de l'économiste Charles Rist. En 1871, ses parents quittent l'Alsace pour garder la nationalité française. Il fréquente le collège Gaillard à Lausanne, où il apprend l'anglais, qu'il maîtrisera parfaitement par la suite, puis à l'âge de 15 ans, il poursuit ses études secondaires au Lycée Louis le Grand à Paris. 
En 1898, à la suite de sa thèse : Études bactériologiques sur les infections d'origine otique, il devient docteur en médecine de l'université de Paris. 
Il est médecin-inspecteur général des Services sanitaires maritimes et quarantenaires en Égypte de 1899 à 1900.
Chef de laboratoire à l'hôpital Trousseau de 1901 à 1905 puis médecin des Hôpitaux de Paris en 1905, il exerce à l'hôpital Laennec à Paris de 1910 à 1937 et au dispensaire Léon-Bourgeois de 1912 à 1937.
Il sert comme médecin major de première classe, puis comme lieutenant-colonel médecin durant la Première Guerre mondiale.
Il effectue de nombreuses missions scientifiques françaises à l'étranger (États-Unis, Canada, Brésil, Algérie, Maroc...).
Rist est directeur général des Services d'hygiène et d'assistance médicale d'Alsace et de Lorraine de 1918 à 1919.
Il est chargé de cours de clinique annexe à la Faculté de médecine de Paris.
Il est médecin consultant des Chemins de fer de l'État, puis de la SNCF.
Membre de l'Académie de médecine de Paris depuis 1933, il en devient président en 1948.
Rist est président de l'École professionnelle des infirmières de Montrouge, de la Société des études scientifiques sur la tuberculose et de la Fondation Édith-Seltzer, vice-président du Comité national de défense contre la tuberculose, du Service social à l'hôpital, du conseil d'administration du Sanatorium des étudiants et du conseil d'administration de l'École d'infirmières du Comité national de défense contre la tuberculose, membre conseiller pour la France de l'Union internationale contre la tuberculose, membre du Conseil supérieur d'hygiène de France, du Comité consultatif de l'enseignement supérieur de 1928 à 1937, de la Commission des vaccins et sérums, de la Commission de la tuberculose au ministère de la Santé publique, de l'Institut international de statistique…
Lauréat de l'Académie de médecine de Paris et de l'Académie des sciences, il est reçu fellow du Collège royal de médecine en 1939 et docteur honoris causa de l'université de Prague en 1947.

## Hommages
- Hommage au Docteur E. Rist, Paris, Masson, 1937[7].
- Hommage à Édouard Rist, discours prononcés le 8 mars 1952 à l'occasion de la pose au Dispensaire Léon Bourgeois de l'Hôpital Laennec d'un médaillon commémoratif du Docteur Édouard Rist médecin de l'Hôpital Laennec de 1911 à 1937, membre de l'Académie de médecine, 1952[7].
- La Clinique médicale et pédagogique située dans le 16ème arrondissement de Paris porte son nom[8].

## Distinctions
- Commandeur de la Légion d'honneur (16 février 1949)[9]
- Army Distinguished Service Medal[réf. nécessaire]
- Officier de l'ordre de Léopold[réf. nécessaire]

## Publications

### Ouvrages
- La tuberculose, Paris, Colin, 1927, 356 p.
- Qu'est-ce que la médecine ? suivi de six autres essais, Paris, Masson, 1929, 236 p.
- Titres et travaux scientifiques, Paris, Masson, 1932, 210 p.
- Sémiologie élémentaire de l'appareil respiratoire, Paris, Masson, 1934, 189 p.
- La morale professionnelle du médecin, Paris, Masson, 1941, 113 p.
- Les symptômes de la tuberculose. Clinique, physiologie pathologique, thérapeutique, Paris, Masson, 1943, 480 p.
- La jeunesse de Laennec, Paris, Gallimard, 1955, 186 p.
- 25 portraits de médecins français, Paris, Masson, 1955, 221 p.
- Histoire critique de la médecine dans l'Antiquité, Paris, les Amis d'Édouard Rist, 1966, 276 p.

### Articles
- L'Abcès gangréneux du poumon par inhalation d'eau de mer, in la "Presse médicale", Paris, Masson, 1943, 4 p.
- À propos d'une tumeur pseudo-kystique du médiastin, pneumothorax et pleuroscopie diagnostiques pré-opératoires, in "Bulletin de la Société médicale des hôpitaux", Nos 32-33-34, Paris, Masson, 1944, 4 p.
- Avant-propos[1] in La Noble tâche de l'infirmière, Paris , 1927, 56 p., fig.
- Les Bronchites segmentaires, Extrait du "Bulletin de la Société médicale des hôpitaux", Nos 5-6-7, Paris, Masson, 1944, 2 p.